# فرانک فوتسه
فرانک فوتسه (آلمانی: Frank Pfütze; ۱۵ ژانویهٔ ۱۹۵۹ – ۲۰ ژانویهٔ ۱۹۹۱) شناگر اهل آلمان بود.
وی در مسابقات کشوری و بین‌المللی در مجموع برندهٔ ۱ مدال طلا، ۱ مدال نقره، ۳ مدال برنز شده‌است.